# 奧萊茨科

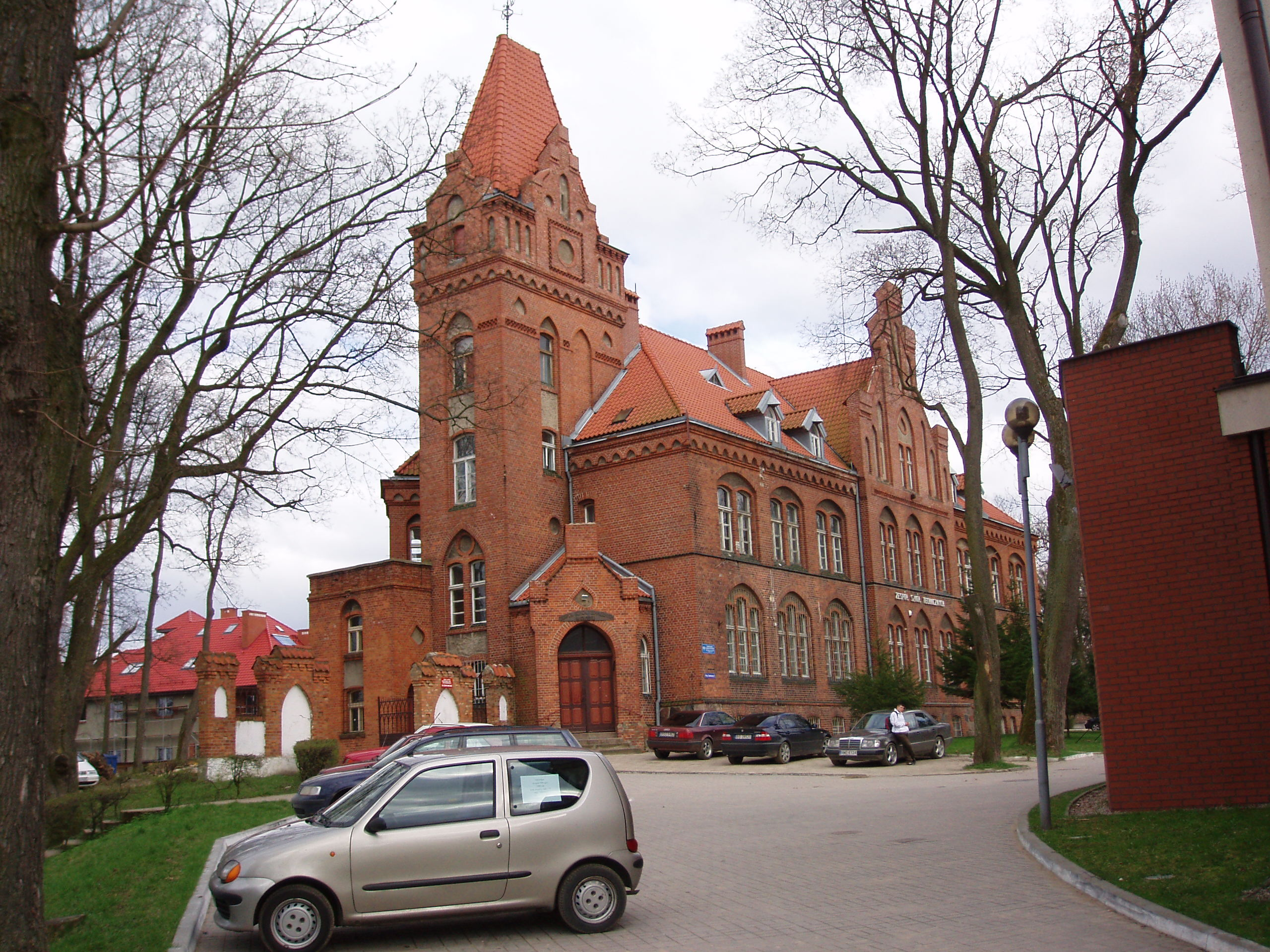

奧萊茨科（Oletzko）是波蘭的城鎮，位於該國東北部，由瓦爾米亞-馬祖里省負責管轄，始建於十六世紀，面積11.6平方公里，該地區自公元前11000年有人類居住，2011年人口22,384。

## 外部連結
- Municipal website of Olecko (en)(pl) （页面存档备份，存于）
- Website of Olecko (pl) （页面存档备份，存于）
- iOlecko - news, events, history, photos from Olecko (pl) （页面存档备份，存于）

54°02′N 22°30′E / 54.033°N 22.500°E